# آووتا
آووتا (به لاتین: Avuta) یک رود در بلاروس است که در منطقه ویتبسک واقع شده‌است.